# Bulhary (Slovacchia)
Bulhary (in ungherese Bolgárom, in tedesco Bolger) è un comune della Slovacchia facente parte del distretto di Lučenec, nella regione di Banská Bystrica.

## Storia
Il villaggio viene citato per la prima volta nel 1435 con il nome di Bolgarom, ma in realtà le sue origini sono molto più antiche. All'epoca apparteneva dalla Signoria di Fiľakovo. Dal 1554 al 1595 venne occupato dai Turchi. Nel XIX secolo passò ai conti Coburg e poi agli Alitisz. Dal 1938 al 1944 appartenne all'Ungheria.

## Composizione etnica
Nel 2001 Bulhary aveva 287 abitanti (erano 327 nel 1910), di cui 242 di etnia ungherese.

## Etimologia
Il nome del villaggio è da riconnettersi all'etnico "bulgaro". Secondo la leggenda i suoi fondatori erano un gruppo di profughi eretici dualisti bogomili o pauliciani, chiamati volgarmente nel Medioevo "Bulgari", in quanto erano particolarmente numerosi nell'area balcanica.